# Simon Gilbert
Simon Gilbert, född 23 maj 1965, är en brittisk trummis och medlem i Suede. Han har även varit trummis i bandet Futon.